# Christina Pickles
Christina Pickles (ur. 17 lutego 1935 w Halifaksie) – amerykańska aktorka telewizyjna, filmowa i teatralna urodzona w Wielkiej Brytanii.
Aktorka wystąpiła m.in. w 19 odcinkach popularnego sitcomu Przyjaciele (1994–2004); gdzie zagrała postać Judy Geller, matki jednych z głównych bohaterów, Monici i Rossa Gellerów (w tych rolach Courteney Cox i David Schwimmer). Wcześniej przez 6 lat grała w serialu medycznym St. Elsewhere (1982–1988) oraz w operach mydlanych w latach 70. Jako aktorka debiutowała na początku lat 60. w teatrze Arena Stage w Waszyngtonie. Od 1964 występowała na Broadwayu; m.in. w sztukach: A Severed Head, Inadmissible Evidence, You Can’t Take It with You, Mizantrop. Na dużym ekranie zagrała m.in. w filmach: Wichry namiętności (1994; reż. Edward Zwick), Romeo i Julia (1996; reż. Baz Luhrmann), Od wesela do wesela (1998).

## Filmografia
Filmy:
- Napad (1974) jako Nicole Blackstone
- Władcy wszechświata (1987) jako Czarodziejka z zamku Grayskull
- Zemsta frajerów – zakochane świry (1994) jako Tippy
- Wichry namiętności (1994) jako Isabel Ludlow
- W rytmie serca (1996) jako pani Buxton
- Romeo i Julia (1996) jako Caroline Montague, matka Romea
- Pradawny ląd 5: Tajemnicza wyspa (1997) – Elsie (głos)
- Od wesela do wesela (1998) jako Angie Sullivan, matka Julii
- George prosto z drzewa 2 (2003) jako Beatrice Stanhope, matka Ursuli
- Kwiaciarka (2009) jako Evangeline Walker
- Atlas zbuntowany. Część 1 (2011) jako matka Rearden

Seriale TV:
- Guiding Light (1952−2009) jako Linell Conway (w odcinkach z lat 1970–1972 i 2007)
- Inny świat (1964–1999) jako hrabina Elena DePoulignac (w odcinkach z lat 1977–1979)
- St. Elsewhere (1982–1988) jako pielęgniarka Helen Rosenthal (jedna z głównych ról)
- Who’s the Boss? (1984–1992) jako Laura (gościnnie, 1988)
- Roseanne (1988–1997) jako sprzedawczyni perfum (gościnnie, 1988)
- Matlock (1986–1995) jako Diana Huntington (gościnnie, 1992)
- Napisała: Morderstwo (1984–1996) jako Susan McGregor (gościnnie, 1995)
- Diagnoza morderstwo (1993–2001) jako Bea Michaels (gościnnie, 1996)
- Dotyk anioła (1994−2003) jako Stephanie Hancock (gościnnie, 1997)
- Cybill (1995–1998) jako Betty (gościnnie, 1995)
- Pomoc domowa (1993–1999) jako pielęgniarka (gościnnie, 1995)
- Ich pięcioro (1994−2000) jako Barbara (gościnnie, 1998)
- Przyjaciele (1994–2004) jako Judy Geller, matka Monici i Rossa (wystąpiła w 19 odcinkach)
- JAG (1995–2005) jako Trish Burnett, matka Harmona Rabba (gościnnie, 3 odcinki z 1998 i 2000)
- Luzik Guzik (1999–2000) jako Elizabeth Parker (wszystkie odcinki)
- Babski oddział (2001–2004) jako Florence Hayes (gościnnie, 2004)
- Medium (2005–2011) jako pani Walker (gościnnie, 2006)
- Jak poznałem waszą matkę (2005–2014) jako Rita (gościnnie, 2009 i 2011)
- To tylko seks (2011) jako Hazel (gościnnie)
- Fisherowie (2014) jako dr La Croix (gościnnie)
- Rush (2014) jako pani Atchison (gościnnie)
- Bella i Buldogi (2015–2016) jako Doris Mekkena (gościnnie)
- Doubt: W kręgu podejrzeń (2017) jako Gail Meyers (gościnnie)
- 9JKL (2017) jako Lenore (gościnnie)